# Старухин, Виталий Владимирович
Вита́лий Влади́мирович Стару́хин (укр. Віталій Володимирович Старухін; 6 июня 1949, Минск — 9 августа 2000, Донецк) — советский футболист, мастер спорта СССР, нападающий, украинский тренер. Мастер игры головой.
Сыграл одну игру за сборную клубов СССР.

## Биография
Карьеру один из лучших форвардов донецкого «Шахтёра» начал довольно поздно. Начал заниматься футболом в детской футбольной школе в Минске, когда ему было 11 лет. Его первоначальное амплуа — вратарь, затем — полузащитник.
Выступал за минский «Спутник» (команда радиозавода), в составе которого дважды стал чемпионом республики. Когда призвали в армию, то стал играть за минский «Гвардеец». Вскоре его перевели в СКА (Одесса), где он и провёл всю свою армейскую службу.
После армии стал выступать за полтавский «Строитель». Всё это время Старухин играл в полузащите. Однако вскоре у команды не оказалось полноценного набора форвардов, в связи с чем главный тренер Юрий Войнов решил попробовать Виталия в нападении. С этого времени основное амплуа футболиста — нападающий.
Кроме того, при Войнове Старухин попал в сборную Украины и в поле зрения многих специалистов. К тому же за клуб второй лиги забивал в сезон 25 мячей.
Чтобы заполучить Старухина, руководители «Шахтёра» (Донецк) решили «выкрасть» футболиста из Полтавы. Пропажу форварда быстро обнаружили, разразился скандал, по итогам которого Федерация футбола СССР строжайше запретила Старухину выступать за «Шахтёр», который в тот год успешно боролся за возвращение в высшую лигу.
Старухин стал выступать за дубль под фамилией Черных и в первых нескольких матчах забил около 10 мячей. Однако руководители «Шахтёра» не учли, что протоколы матчей дублёров тоже поступают в Москву, в футбольную федерацию. Там быстро обратили внимание на «забивного», но никому не известного форварда. Вскоре пришёл вызов: футболист Черных должен прибыть на сбор молодёжной команды СССР. Ответили телеграммой, якобы заверенной врачом: футболист Черных внезапно заболел менингитом и рассчитывать на него не стоит. После этого донецкие тренеры стали вписывать Старухина в протоколы матчей дублёров под разными фамилиями.
Дебютировал за «Шахтёр» осенью 1972 в домашнем товарищеском матче команды против сборной Кубы (1:0).
Будучи «чистым» центрфорвардом, Старухин органично был встроен в игру «Шахтёра». Пик игровой карьеры Старухина пришёлся на сезон-79, когда он с 26 голами стал самым метким снайпером чемпионата СССР и одновременно был признан футболистом года. Впервые этого звания удостоился футболист, не выступавший до этого в сборной страны.
Серьёзные травмы обходили Старухина стороной. Однако в «Шахтёре» был взят «курс на омоложение», и уже летом 1981 г. (после матча с московским «Спартаком») от его услуг отказались, хотя сам он хотел и мог ещё играть.
По мнению Старухина, от его услуг отказался сам тренер Носов, которому необходимо было утверждаться в роли главного тренера «Шахтёра» и делавшего ставку на молодых футболистов. Однако, существует версия, что скоротечный уход из команды связан с таким фактом: в матче со «Спартаком» Старухин подвернул ногу и перед началом второго тайма был заменён. Матч транслировался по центральному телевидению. В один из моментов второго тайма, при счёте в пользу «Спартака», камера выхватила крупным планом Старухина, сидевшего на скамейке запасных и весело обсуждавшего что-то с Николаем Латышом. Это показалось подозрительным и предосудительным для представителей власти в Донецке. Последовал звонок Носову в Москву с настойчивым требованием отчислить Старухина из команды.
По словам одноклубника Виктора Звягинцева, карьера Старухина была разрушена ещё и тем, что он постоянно выпивал и участвовал в пьяных дебошах.
В составе «Шахтёра» Старухин дважды становился вице-чемпионом СССР, один раз — бронзовым призёром всесоюзного первенства, выигрывал Кубок страны. С его именем связан и выход донецкой команды в еврокубки.
Более 15 лет работал детским тренером в школе «Шахтёра», затем инспектировал игры чемпионата области и играл в ветеранских матчах.
Одним из самых известных выпускников Старухина является Валерий Кривенцов, экс-игрок «Шахтёра».
Старухин продал четырёхкомнатную квартиру в центре Донецка после свадьбы сына и купил две квартиры поменьше (ему и себе), а также деревенский дом в Пантелеймоновке. 9 августа 2000 года ему стало плохо на даче, где летом он жил практически постоянно, и родные с трудом уговорили Виталия лечь в больницу. Врачи оказались бессильны: пневмония и отёк лёгких. Похоронен на кладбище «Донецкое море».
В 2010 году общество терриконоведов присвоило имя Виталия Старухина одному из терриконов Донецка около стадиона «Шахтёр».

## Статистика выступлений за «Шахтёр»

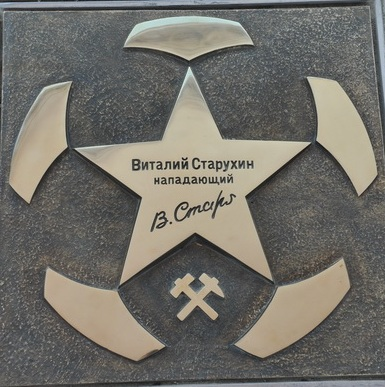
Звезда Виталия Старухина на Аллее Славы «Шахтёра» (Донецк)

| Клуб   | Сезон    | Чемпионат | Чемпионат | Кубок | Кубок | Еврокубки | Еврокубки | Суперкубок | Суперкубок | Всего | Всего |
| Клуб   | Сезон    | Игры      | Голы      | Игры  | Голы  | Игры      | Голы      | Игры       | Голы       | Игры  | Голы  |
| ------ | -------- | --------- | --------- | ----- | ----- | --------- | --------- | ---------- | ---------- | ----- | ----- |
| Шахтёр | 1973     | 28        | 10        | 3     | 3     | -         | -         | -          | -          | 31    | 13    |
| Шахтёр | 1974     | 28        | 11        | 8     | 4     | -         | -         | -          | -          | 36    | 15    |
| Шахтёр | 1975     | 25        | 9         | -     | -     | -         | -         | -          | -          | 25    | 9     |
| Шахтёр | 1976 (в) | 11        | 0         | 3     | 1     | -         | -         | -          | -          | 14    | 1     |
| Шахтёр | 1976 (о) | 10        | 4         | -     | -     | 5         | 2         | -          | -          | 15    | 6     |
| Шахтёр | 1977     | 26        | 9         | 3     | 1     | -         | -         | -          | -          | 29    | 10    |
| Шахтёр | 1978     | 25        | 7         | 9     | 4     | 2         | 0         | -          | -          | 36    | 11    |
| Шахтёр | 1979     | 32        | 26        | 2     | 1     | 2         | 0         | -          | -          | 36    | 27    |
| Шахтёр | 1980     | 21        | 5         | 8     | 7     | 2         | 1         | -          | -          | 31    | 13    |
| Шахтёр | 1981     | 11        | 3         | 5     | 2     | -         | -         | 1          | 0          | 17    | 5     |
| Всего  | Всего    | 217       | 84        | 41    | 23    | 11        | 3         | 1          | 0          | 270   | 110   |

## Достижения

### Командные
«Шахтёр» (Донецк)
- Серебряный призёр чемпионата СССР (2): 1975, 1979
- Бронзовый призёр чемпионата СССР: 1978
- Обладатель Кубка СССР: 1980
- Бронзовый призёр Спартакиады народов СССР: 1979

### Личные
- Футболист года на Украине: 1979
- Лучший футболист СССР (по результатам опроса еженедельника «Футбол»): 1979
- В списках 33 лучших футболистов сезона в СССР:  № 2 — 1979; № 3 — 1975
- Лучший бомбардир чемпионата СССР: 1979
- Один из обладателей приза «Лучшие дебютанты сезона»: 1973
- Член клуба Григория Федотова: 110 забитых мячей
- Член клуба Олега Блохина: 110 забитых мячей[10]
- Лучший футболист в истории донецкого «Шахтера» по версии Всеукраинского футбольного портала «Football.ua»[11]

## Семья
Отец — участник Великой Отечественной войны, командир партизанского отряда «Звезда», который действовал в предместьях Минска.
Жена — Лариса, сын Виталий играл в футбол в командах низших лиг Украины. После окончания карьеры работал тренером в СДЮШОР «Олимпик» (Донецк). Умер от остановки сердца 26 июля 2017 года. Похоронен на кладбище Донецкое море, рядом с родителями.